# Babića Brdo
Babića Brdo je naseljeno mjesto u općini Glamoč, Federacija Bosne i Hercegovine, BiH.

## Stanovništvo

### 1991.
Nacionalni sastav stanovništva 1991. godine, bio je sljedeći:
ukupno: 67
- Srbi - 67 (100%)

### 2013.
Nacionalni sastav stanovništva 2013. godine, bio je sljedeći:
ukupno: 9
- Srbi - 9 (100%)

## Vanjske poveznice
- Satelitska snimka  Arhivirana inačica izvorne stranice od 13. veljače 2021. (Wayback Machine)